# Xã Clay, Quận Bartholomew, Indiana
Xã Clay (tiếng Anh: Clay Township) là một xã thuộc quận Bartholomew, tiểu bang Indiana, Hoa Kỳ. Năm 2010, dân số của xã này là 3.271 người.